# Cetomimus picklei
Cetomimus picklei is een straalvinnige vissensoort uit de familie van walviskopvissen (Cetomimidae). De wetenschappelijke naam van de soort is voor het eerst geldig gepubliceerd in 1922 door Gilchrist.